# 넬슨숲쥐
넬슨숲쥐(Neotoma nelsoni)는 비단털쥐과에 속하는 설치류의 일종이다. 멕시코의 토착종으로 시틀랄테페틀 산(오라사바 봉)과 코프레 데 페로테 화산의 동부 경사면에서만 알려져 있다.